# 李鎮區 (愛荷華州麥迪遜縣)
李鎮區（英語：Lee Township）是位於美國愛荷華州麥迪遜縣的一個行政鎮區。

## 地方資料
根據2010年美國人口普查的數據，李鎮區的面積為85.77平方千米，當中陸地面積為85.70平方千米，而水域面積為0.07平方千米。當地共有人口747人，而人口密度為每平方千米8.71人。